# Uwe Krupp
Uwe Gerd Krupp (ur. 24 czerwca 1965 w Kolonii) – niemiecki hokeista, reprezentant Niemiec, olimpijczyk. Trener hokejowy.
Ma żonę Valerie (z domu Buck) oraz dwóch synów: Björna i Cedrica. Starszy syn Björn (ur. 1991) także został obrońcą hokejowym.

## Kariera zawodnicza
- Kölner EC (1982-1986)
- Rochester Americans (1986-1987)
- Buffalo Sabres (1986-1991)
- New York Islanders (1991-1994)
- EV Landshut (1994)
- Quebec Nordiques (1994-1995)
- Colorado Avalanche (1995-1998)
- Detroit Red Wings (1998-2002)
- Atlanta Thrashers (2002)

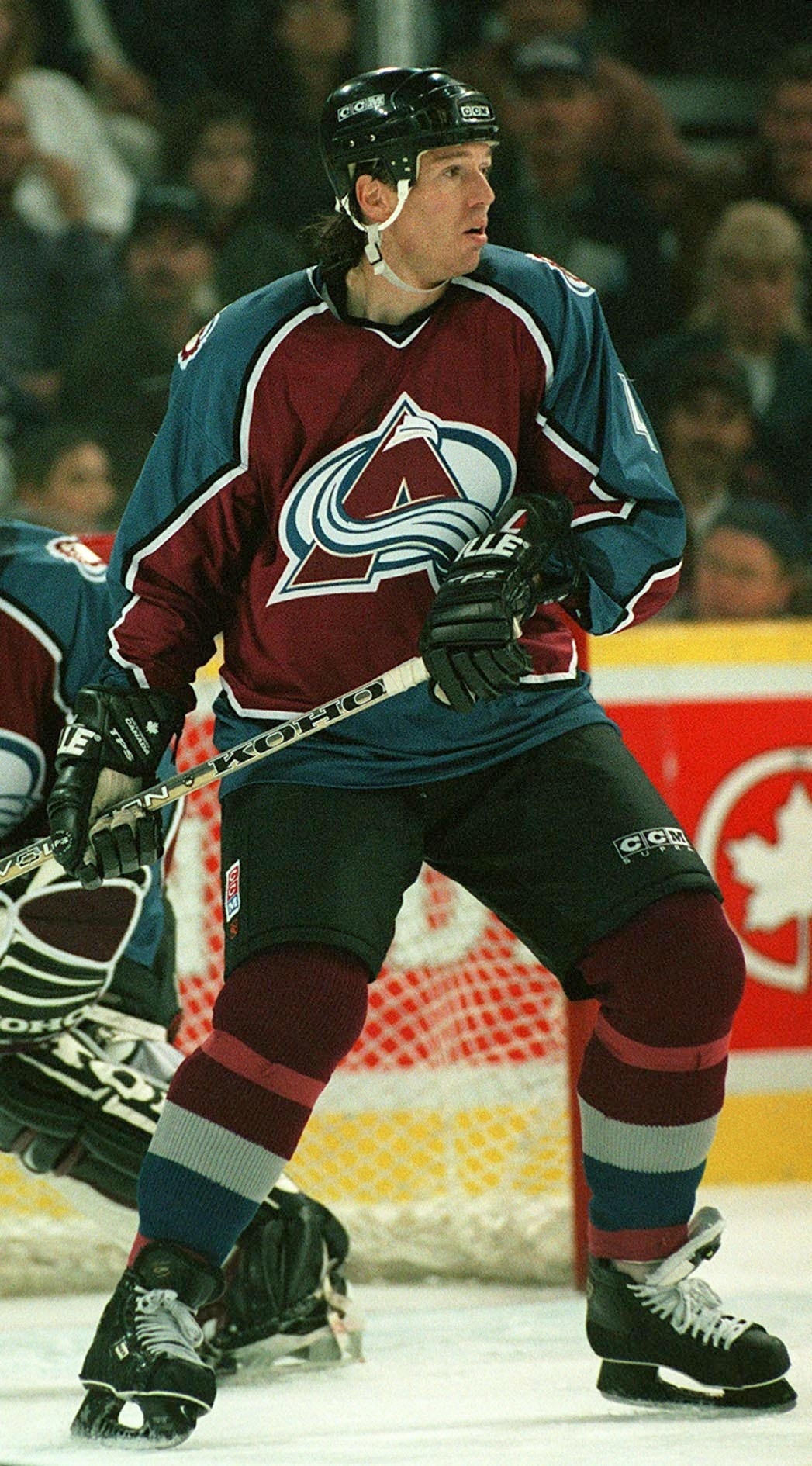
Uwe Krupp w barwach Colorado Avalanche (1997)

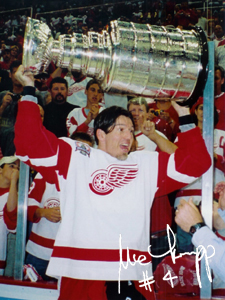
Uwe Krupp z Pucharem Stanleya w barwach Detroit Red Wings (2002)

Wychowanek klubu Kölner EC w rodzinnym mieście. W jego barwach występował do 1986. W międzyczasie w drafcie NHL (1996) został wybrany przez Buffalo Sabres i jeszcze w 1986 wyjechał do Stanów Zjednoczonych, gdzie pozostał do 2003. W tym okresie początkowo grał w lidze AHL, a następnie przez wiele lat w rozgrywkach NHL, gdzie występował w barwach sześciu drużyn. Łącznie rozegrał w NHL 16 niepełnych sezonów, w których wystąpił w 810 spotkaniach, uzyskując w nich 310 punktów – za 75 goli i 235 asyst (był to wyczyn rekordowy wśród graczy niemieckich aż do 2010, gdy większą liczbę występów osiągnął Marco Sturm). W barwach Colorado Avalanche w sezonie 1995/1996 Krupp wygrał ligę, zdobywając Puchar Stanleya jako pierwszy Niemiec w historii (przez następnych 15 lat jedyny) – 10 czerwca 1996 w dogrywce czwartego spotkania finałów NHL strzelił zwycięskiego gola (1:0), który przesądził o mistrzostwie ligi. W 2002 powtórzył ten sukces z drużyną Detroit, pomimo że rozegrał jedynie 10 meczów w ówczesnym sezonie, w tym dwa w fazie play-off. Od 1998, z uwagi na problemy zdrowotne, występował nieregularnie. Po przeprowadzce do Atlanty w sezonie 2002/2003, ostatni mecz w NHL rozegrał 27 lutego 2003, a oficjalnie karierę zakończył 27 kwietnia 2003.
W barwach Niemiec Zachodnich uczestniczył w turniejach mistrzostw świata w 1986 i 1990, a w kadrze zjednoczonych Niemiec wystąpił na zimowych igrzyskach olimpijskich 1998 w Nagano.

## Niedozwolony doping
Kontrola dopingowa przeprowadzona po meczu z Czechosłowacją podczas turnieju MŚ 1990 wykazała, że Krupp stosował niedozwolony środek efedrynę, który miał przyjąć wraz z lekiem na kaszel. Został wówczas ukarany dyskwalifikacją na okres 18 miesięcy w wymiarze międzynarodowym.

## Kariera trenerska
- Atlanta Duluth Ice Hawks (2002-2003)
- Reprezentacja Niemiec do lat 15 i do lat 18 (2003-2005)
- Reprezentacja Niemiec (2005-2011)
- Kölner Haie (2011-2014)
- Eisbären Berlin (2014-)

Po zakończeniu kariery zawodniczej został trenerem hokejowym. Już w sezonie 2002/2003 był asystentem w swoim ostatnim klubie z Atlanty i prowadził tam zespół juniorski. Następnie powrócił do ojczyzny i trenował kadry juniorskie Niemiec do lat 15 i do lat 18. Od 2005 do maja 2011 prowadził seniorską reprezentację Niemiec: na turniejach mistrzostw świata 2006 (Dywizja I), 2007, 2008, 2009, 2010, 2011 (Elita) oraz na zimowych igrzyskach olimpijskich 2006 i 2010. Ponadto w tym czasie funkcjonował jako asystent trenera w ramach reprezentacji Niemiec do lat 20 na turniejach mistrzostw świata juniorów do lat 20 w 2010 (Dywizja I) i 2011 (Elita). Na turnieju seniorskich mistrzostw 2010 rozgrywanych u siebie w kraju Niemcy pod jego wodzą osiągnęły największy sukces od 1953, docierając do półfinału turnieju – w tej fazie 20 maja 2010 uległy Rosji 1:2, tracąc drugiego gola w 59. minucie spotkania (następnie w meczu o brązowy medal Niemcy przegrały ze Szwecją 1:3). Rok później, na turnieju 2011 w meczu otwarcia 20 kwietnia Niemcy po raz pierwszy w historii pokonały Rosję (2:0), a ponadto wygrały wszystkie mecze grupowe; później odpadły w ćwierćfinale ze Szwecją 2:5. Jeszcze pod koniec 2010 Uwe Krupp zapowiedział rezygnację z prowadzenia kadry Niemiec w kolejnym roku. Po zakończeniu mistrzostw 2011 jego następcą na stanowisku selekcjonera został Szwajcar Jakob Kölliker. 1 czerwca 2011 Krupp został trenerem i menadżerem swojego macierzystego klubu z Kolonii w lidze DEL. Został zwolniony w połowie października 2014. W grudniu 2014 został trenerem Eisbären Berlin.

## Sukcesy
Reprezentacyjne zawodnicze
- Srebrny medal mistrzostw Europy juniorów do lat 18: 1995
- Awans do MŚ Elity: 2006

Klubowe zawodnicze
- Złoty medal mistrzostw Niemiec: 1984, 1986 z Kölner EC
- Mistrzostwo dywizji AHL: 1987 z Rochester Americans
- Puchar Caldera – mistrzostwo AHL: 1987 z Rochester Americans
- Mistrzostwo dywizji NHL: 1996, 1997, 1998 z Colorado Avalanche
- Mistrzostwo konferencji NHL: 1996 z Colorado Avalanche
- Presidents’ Trophy: 1996 z Colorado Avalanche, 2002 z Detroit Red Wings
- Clarence S. Campbell Bowl: 1996 z Colorado Avalanche, 2002 z Detroit Red Wings
- Puchar Stanleya – mistrzostwo NHL: 1996 z Colorado Avalanche, 2002 z Detroit Red Wings

Indywidualne zawodnicze
- NHL (1990/1991): NHL All-Star Game
- NHL (1998/1999): NHL All-Star Game

Sukcesy trenerskie
- Awans do mistrzostw świata Elity:2006 z Niemcami
- Awans do mistrzostw świata juniorów do lat 20 Elity:2010 z Niemcami
- Półfinał mistrzostw świata: 2011 z Niemcami
- Srebrny medal mistrzostw Niemiec: 2013, 2014 z Kölner Haie, 2018 z Eisbären Berlin

Wyróżnienia
- Najlepszy trener landu Nadrenia Północna-Westfalia: 2011
- Najlepszy trener roku Niemieckiego Związku Hokeja na Lodzie (DEB): 2013
- Galeria Sławy IIHF: 2017[18]